# ایل جمیر
ایل جمور (ایلات جمهور یا ایل جمیر)، از طوایف چادرنشین کرد استانهای کرمانشاه - همدان میباشند، ( سرشماری اجتماعی ـ اقتصادی عشایر کوچنده ۱۳۷۷: نتایج تفصیلی کل کشور، تهران ۱۳۷۸ ش، ص ۱۵)، اغلب چادرنشینان ایل جمیر در فصل تابستان به همدان و کرمانشاه و کردستان می‌روند و گذرگاه اصلی آنها استان کرمانشاه میباشد.
جمورها، از طوایف باجلانی محسوب می شوند. باجِلان، یک گروه ایلی-عشایری از کردها است که در سرزمین ایران و عراق پراکنده‌اند. (محمد مردوخ، تاریخ مردوخ: تاریخ کرد و کردستان، سنندج ۱۳۵۱ ش، ص ۷۸، ۸۶).
- طوایف ایل جمور:

۱- طایفه های جمور (جمیر)که از شاخه های اصلی میباشند: جمور، شاه ویسی، براز، گومه، عبدلی، جعفری، کرمی، چراغی .
۲-طوایف فرعی ایل جمور : ویسی، براری، رضاپور، رضاپورجمور و ... 

## منبع
- تُرکاشْوَند در دایرةالمعارف بزرگ اسلامی
- سرشماری اجتماعی ـ اقتصادی عشایر کوچنده ۱۳۷۷: نتایج تفصیلی کل کشور، تهران ۱۳۷۸ ش
- محمد مردوخ، تاریخ مردوخ: تاریخ کرد و کردستان، سنندج ۱۳۵۱ ش، ص ۷۸، ۸۶